# Víctor M. Molina
Víctor Manuel Molina (Buenos Aires, 25 de diciembre de 1861 - ib., 15 de octubre de 1933) fue un abogado, economista y político argentino que ejerció el cargo de ministro de Hacienda durante la presidencia de Marcelo T. de Alvear.

## Biografía
Enrolado en sus comienzos en la política oficialista, fue diputado nacional por la Capital Federal en el año 1888. Por iniciativa de Molina se creó la Escuela Superior de Comercio de Buenos Aires, actual Escuela Superior de Comercio Carlos Pellegrini, modelo de posteriores escuelas secundarias orientadas al comercio en todo el país.
Dos años más tarde participó en la Revolución del Parque en 1890, y fue arrestado durante la presidencia de Carlos Pellegrini junto a Leandro N. Alem; fueron puestos en libertad por orden del juez Virgilio Tedín.
Posteriormente se incorporó a la Unión Cívica Radical, siendo un destacado dirigente de la misma en tiempos de la abstención electoral. Tras la sanción de la Ley Sáenz Peña de sufragio secreto y obligatorio, fue nuevamente electo diputado nacional, ocupando su banca entre 1916 y 1920 y presidiendo la bancada radical en reiteradas oportunidades. Entre sus iniciativas más conocidas figuró la creación del Banco Agrícola, de breve duración.
Especializado en derecho de comercio y finanzas, fue director de la “Revista de Ciencias Económicas”. Se desempeñó como profesor universitario en áreas de economía, cuando no existía la carrera de esa especialidad en las universidades nacionales. Fue uno de los primeros docentes de la Facultad de Ciencias Económicas de la Universidad de Buenos Aires.
En 1920 fue designado Gobernador del Territorio Nacional de Río Negro, ocupando ese cargo desde el 30 de septiembre de ese año, hasta junio de 1924.
El Presidente Marcelo T. de Alvear lo designó Ministro de Hacienda en 1923, desempeñando ese cargo por un tiempo en superposición con su cargo en Río Negro. Le tocó actuar en una época de notable bonanza económica. Rechazó el moderado proteccionismo que había llevado adelante el presidente Hipólito Yrigoyen y sostuvo un librecambismo prácticamente irrestricto. La producción agropecuaria resultó muy favorecida, pero en cambio la industria decayó muy marcadamente.
Falleció en Buenos Aires en 1933.